# Cyanoramphus
A kecskepapagáj (Cyanoramphus) a madarak osztályának papagájalakúak (Psittaciformes) rendjébe, a szakállaspapagáj-félék (Psittaculidae) családjába és a rozellaformák  alcsaládjába tartozó madárnem. Tudományos nevük a kékes árnyalatú csőrükre utal, amelyen nincs fogszerű bemetszés.
A Cyanoramphus nembe tartozó fajok Új-Zélandon és a környező csendes-óceáni szigeteken őshonosak. Az új-zélandi fajokra gyakran hivatkoznak maori nevükön: kākāriki.  Túlnyomórészt zöld tollazatú, kis-közepes méretű papagájfajok tartoznak közéjük. A kecskepapagájok rendszertani besorolása sokat változott az elmúlt évek során. Az egyes fajok elkülönítését és pontos rendszertani besorolását megnehezíti, hogy morfológiailag igen hasonló fajokról van szó, s néhány közülük kereszteződik is egymással.
Sok más madárhoz hasonlóan a kecskepapagájokat is veszélyezteti az emberi tevékenység. Egyik képviselőjüket, a Malherbe-kecskepapagájt (Cyanoramphus malherbi) például a Természetvédelmi Világszövetség Vörös Listája a súlyosan veszélyeztetett fajok közé sorolja, míg más fajok veszélyeztetettek vagy sebezhetők. Az élőhelyek kiterjedésének csökkenése és a betelepített fajok tehetőek felelőssé az állománycsökkenésért és a kihalásokért.

## Megjelenésük
Az ide tartozó fajok közepes nagyságúak és zömök alkatúak. A farkuk lépcsőzetes, a tollazatukban uralkodik a zöld szín. Az ivarok hasonlóak, de a tojók általában kisebbek és a szárnybelsőn mutatkozik egy fehér szalag. Viszonylag hosszú a csüdjük.

## Életmódjuk
Táplálékukat a talajon, a fű között keresgélik.

## Rendszerezés
A Cyanoramphus nembe az alábbi fajok tartoznak egy 2001-es besorolás alapján:
- Aranyfejű kecskepapagáj (Cyanoramphus auriceps), korábban ugráló papagáj
- Chathami kecskepapagáj (Cyanoramphus forbesi), korábban Cyanoramphus auriceps forbesi néven a C. auriceps alfajának tartották
- Malherbe-kecskepapagáj (Cyanoramphus malherbi), korábban narancshomlokú papagáj
- † Raiatea-szigeti kecskepapagáj (Cyanoramphus ulietanus)
- Antipodes-kecskepapagáj (Cyanoramphus unicolor)
- † Feketehomlokú kecskepapagáj (Cyanoramphus zealandicus)
- Pirosfejű kecskepapagáj (Cyanoramphus novaezelandiae), korábban kecskepapagáj

Alfajait egyes források faji szinten kezelik, mint:
- - Norfolki kecskepapagáj (Cyanoramphus cookii vagy C. n. cookii)
  - † Macquarie-szigeti kecskepapagáj (Cyanoramphus erythrotis vagy C. n. erythrotis)
  - Hochstetter-kecskepapagáj (Cyanoramphus hochstetteri vagy C. n. hochstetteri): a nála valamivel nagyobb Antipodes-kecskepapagájjal osztozik az Ellenlábas-szigeteken.
  - Kaledón kecskepapagáj (Cyanoramphus saisseti vagy C. n. saisseti)
  - † Lord Howe-kecskepapagáj (Cyanoramphus subflavescens vagy C. n. subflavescens)

## Fordítás
Ez a szócikk részben vagy egészben  a   Cyanoramphus című angol Wikipédia-szócikk ezen változatának fordításán alapul.  Az eredeti cikk szerkesztőit annak laptörténete sorolja fel. Ez a jelzés csupán a megfogalmazás eredetét és a szerzői jogokat jelzi, nem szolgál a cikkben szereplő információk forrásmegjelöléseként.